# Bayerisch-Pfälzische Dampf-Schlepp-Schifffahrts-Gesellschaft

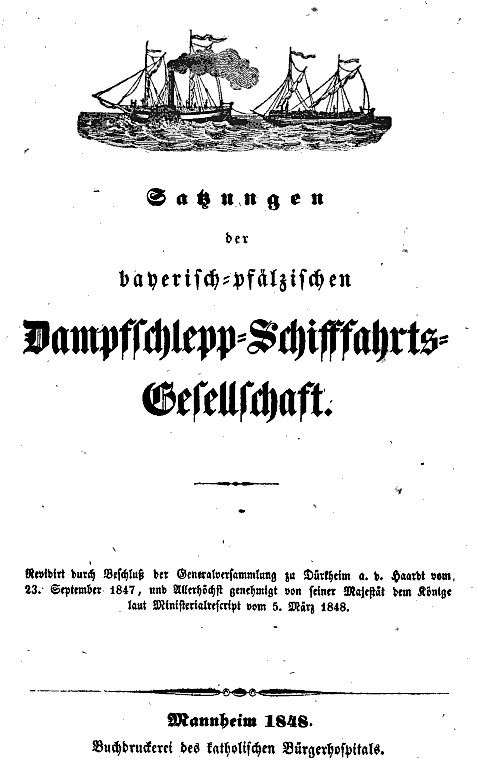
Titelblatt der Firmensatzung, 1848

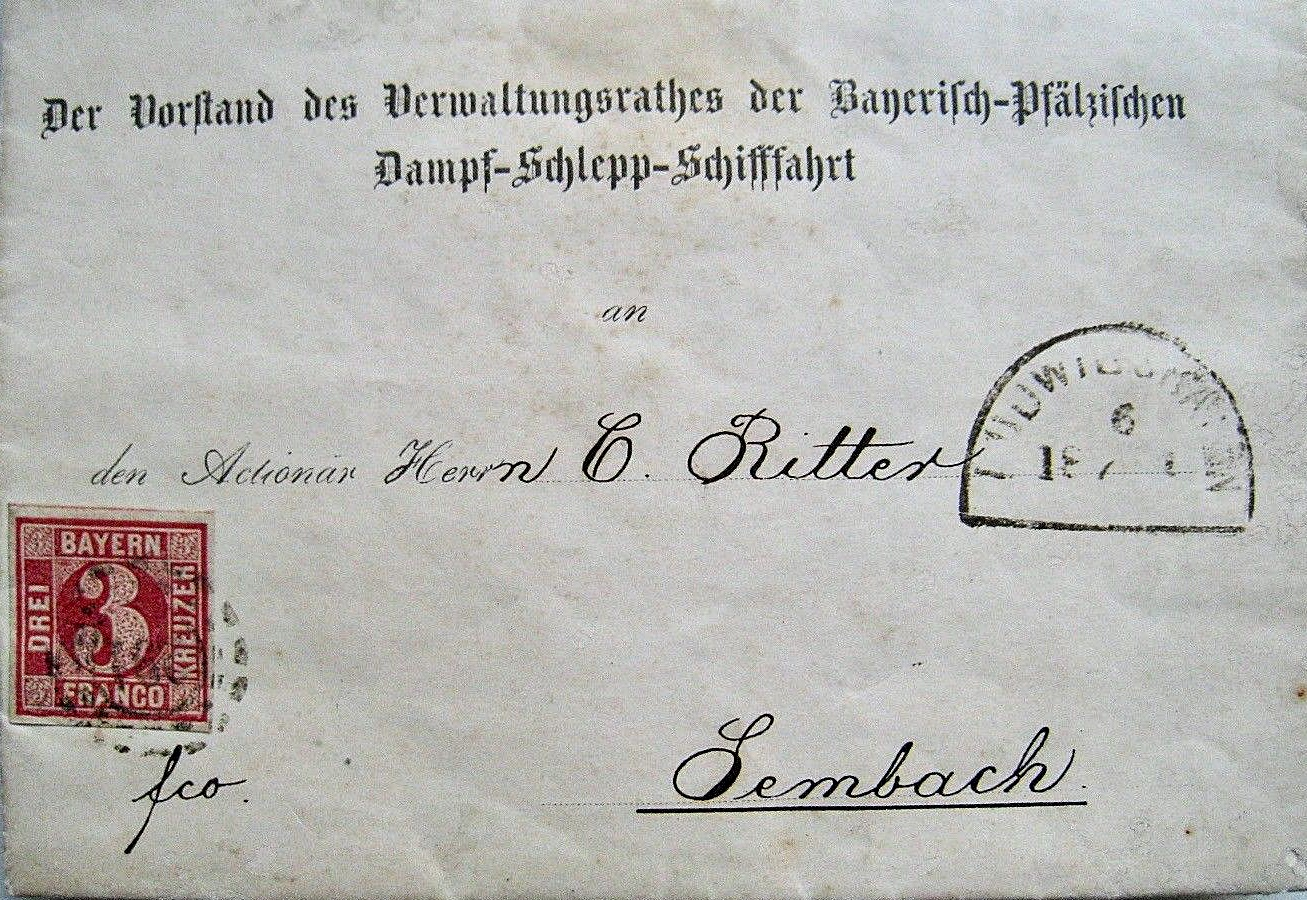
Briefkuvert mit Firmenkopf

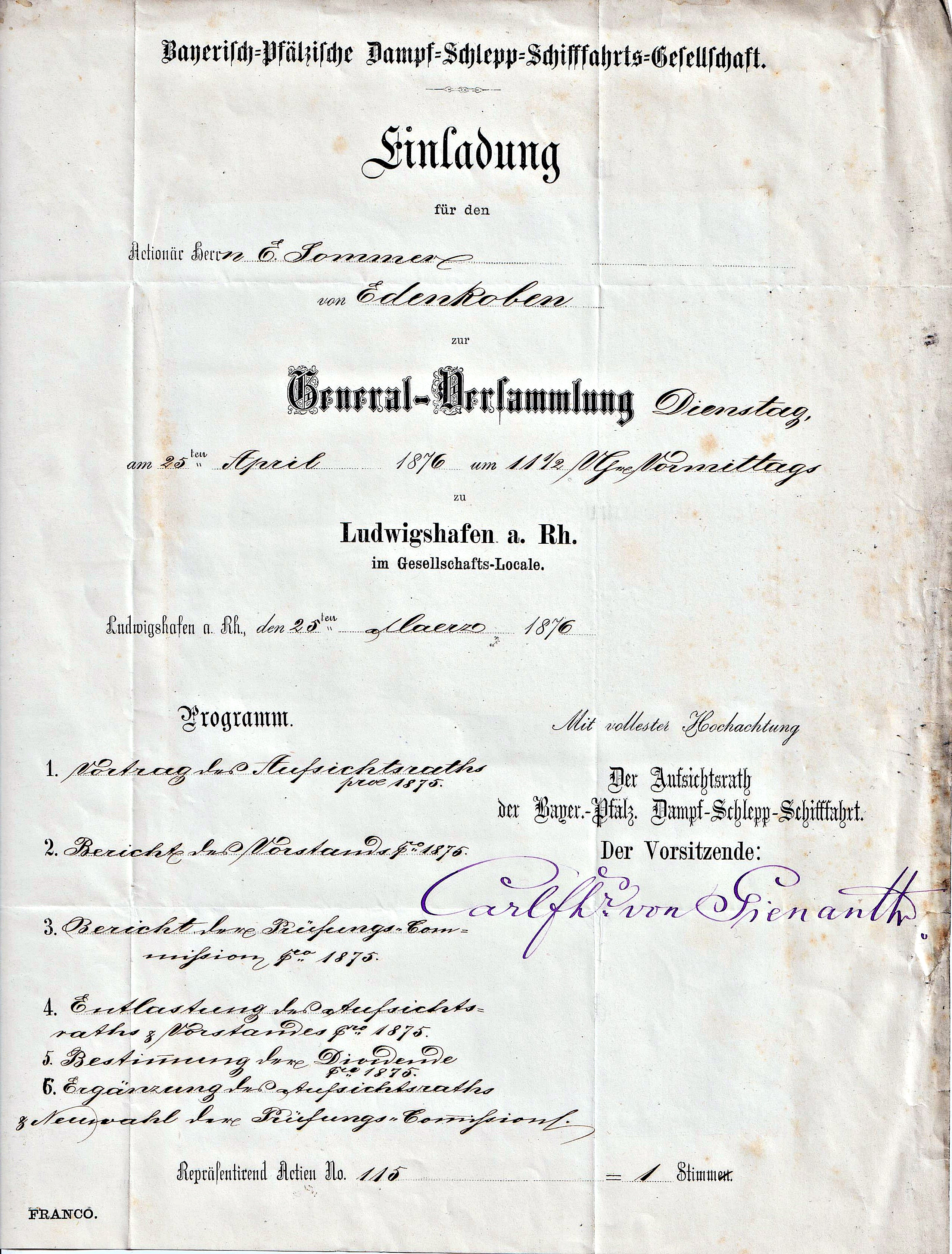
Einladung für den Verleger Emil Sommer zur Aktionärsversammlung, Ludwigshafen, 1876

Die Bayerisch-Pfälzische Dampf-Schlepp-Schifffahrts-Gesellschaft war eine 1843 gegründete und 1895 aufgelöste Aktiengesellschaft mit Hauptsitz in Ludwigshafen am Rhein. Das Unternehmen betrieb die Schleppschifffahrt auf dem Rhein, später auch zusätzlich Schifffahrt mit Güter-Dampfschiffen.

## Geschichte
Noch vor dem Durchbruch der Eisenbahn revolutionierte die Dampfschifffahrt das Transportwesen. Große Bedeutung hatte sie auch für den Warenverkehr, durch die Einführung von Schleppverbänden, bei denen ein Raddampfschlepper mehrere Lastkähne hinter sich her zog und fortbewegte. Bereits seit 1827 existierte die Preußisch-Rheinische Dampfschiffahrtsgesellschaft mit Sitz in Köln, als erstes dieser auf dem Rhein tätigen Unternehmen.
Die Gründung der Bayerisch-Pfälzischen Dampf-Schlepp-Schifffahrts-Gesellschaft ging auf die Initiative des pfälzischen Regierungspräsidenten Eugen von Wrede zurück und hing eng zusammen mit der Übernahme der bisherigen Mannheimer Rheinschanze durch den bayerischen Staat, sowie der dortigen Gründung der Stadt Ludwigshafen, 1843. Um die neuerworbene, aufkeimende Stadt zu fördern und die Industrialisierung der Region voranzutreiben, strebte Wrede die Gründung dringend benötigter Waren-Transportgesellschaften an. Eine davon war die Bayerisch-Pfälzische Dampf-Schlepp-Schifffahrts-Gesellschaft, ein  Anschlussprojekt 1847 die  Pfälzische Ludwigsbahn, zum Kohlentransport aus der Saargegend nach Ludwigshafen.
Die Gründungsversammlung der Dampf-Schlepp-Schifffahrts-Gesellschaft fand am 8. April 1843 in Speyer statt, am 7. Juni erfolgte die Genehmigung durch König Ludwig I. von Bayern. In der nach ihm benannten Stadt Ludwigshafen gewährte er der Gesellschaft freie Überwinterung ihrer Schiffe im Winterhafen sowie die kostengünstige Überlassung von Grundbesitz. Namhaftester und rührigster Vertreter der Firmenleitung war der Hüttenwerksbesitzer Freiherr Carl von Gienanth, der ab 1845 als Vorsitzender des Aufsichtsrats fungierte, unterstützt von seinem Stellvertreter Ludwig Andreas Jordan aus Deidesheim. Dessen Schwager Franz Peter Buhl war ebenfalls Aktionär. Der in Düsseldorf wohnende, aber aus Dirmstein (Pfalz) stammende Philipp Eckenroth († 1858) wurde 1845 zum Direktor bestellt und blieb es bis kurz vor seinem Tod. Seine Tatkraft bedingte wesentlich den raschen Aufschwung des Unternehmens. 1844 stellte die Firma den ersten Raddampfschlepper in Dienst, er trug den Namen „Pfalzgraf“ und diente dem König bei seinem Pfalzbesuch im Juni 1845 auch als Reiseschiff. 1854 besaß sie 3 Schleppdampfer („Pfalzgraf“, „Donnersberg“ und „Haardt“) sowie 10 eiserne Schleppkähne. 1867 begann die Gesellschaft zusätzlich Güterdampfboote einzuführen, die einen schnelleren Warentransport als die Schleppschifffahrt gewährleistete. Ab 1. Februar 1868 verkehrte ihr erstes Güterdampfboot als Expressverbindung zwischen Ludwigshafen und Rotterdam. Ab 1870  kam ein zweites Gütereilboot hinzu. Nach der geänderten Geschäftssatzung von 1872 sollten neben Waren nun auch Passagiere befördert werden. Im Sommer 1871 schleppte der Dampfer „Donnersberg“, auf dem Rhein, den seinerzeit berühmten schwimmenden Zirkus des Deutsch-Amerikaners Theodore Lent an seine Auftrittsorte.
Die Bayerisch-Pfälzische Dampf-Schlepp-Schifffahrts-Gesellschaft arbeitete rund 50 Jahre lang mit großem wirtschaftlichem Erfolg und hatte entscheidenden Anteil an der Entwicklung Ludwigshafens. Letztlich konnte sie der wachsenden Konkurrenz der sich rasant entwickelnden Eisenbahnverbindungen jedoch nicht standhalten und wurde 1895 liquidiert.
In der Geschichte der Stadt Ludwigshafen am Rhein heißt es 1903:„Der Bayerisch-Pfälzischen Dampf-Schlepp-Schifffahrts-Gesellschaft, der ersten und einzigen in Ludwigshafen ansässigen Rhein-Großschiffahrtsgesellschaft, gebührt das Verdienst, die erste direkte Verbindung zwischen den holländischen Seehäfen Rotterdam und Amsterdam und der Pfalz hergestellt und dadurch in wesentlichem Maße zu dem Aufschwunge des Ludwigshafener Handels und Verkehrs beigetragen zu haben.“